# Dixième district congressionnel de Virginie
Le 10e district congressionnel de Virginie est un district situé dans le Commonwealth de Virginie. Il est représenté par la Démocrate Jennifer Wexton, élue pour la première fois en 2018.

## Histoire
À partir de sa recréation en 1952, le 10e district est resté aux mains des Républicains pendant 60 ans sur 66, y compris de longs mandats au pouvoir par Joel Broyhill (1953-1974) et Frank Wolf (1981-2014). Barbara Comstock, une ancienne assistante de Wolf, lui a succédé après les élections de 2014. Wexton a battu Comstock à mi-mandat en 2018, devenant ainsi le deuxième Démocrate à remporter le district.
Le 10e district congressionnel moderne a été formé en 1952. Au cours des deux décennies suivantes, il comprenait Arlington, Alexandria et la majeure partie du Comté de Fairfax. À la suite du redécoupage consécutif au recensement de 1970, elle a perdu Alexandrie et a été poussée vers l'ouest pour englober le Comté de Loudoun. Le 10e district était autrefois un bastion Républicain, ayant déjà voté avec des marges à deux chiffres pour les candidats Républicains. En 2000, Frank Wolf, Représentant Républicain sortant pour dix mandats, a remporté plus de 80 % des voix et n'a affronté aucun adversaire Démocrate. Deux ans plus tard, Wolf a battu son challenger Démocrate John Stevens par 43 points. En 2004, le Président George W. Bush a remporté le district par 11 points. Ces dernières années, le district est devenu beaucoup plus favorable aux démocrates en raison de la croissance démographique de la banlieue de Washington, DC. En 2012, Mitt Romney a remporté le district de justesse d'un point, tandis qu'en 2016, Hillary Clinton a remporté le district par 10 points.
En 2017, les démocrates ont enregistré des gains importants lors des élections législatives de l'État, laissant Comstock comme la seule Républicaine élue au-dessus du niveau du comté dans une grande partie du district. Ralph Northam a également facilement remporté le district dans la course au poste de Gouverneur. Cela s'est avéré être un précurseur de la défaite de Comstock contre Wexton un an plus tard. En 2022, le 10e est le troisième district le plus riche du pays, avec un revenu médian des ménages de 140 889 $.

## Démographie
Selon Crystal Ball de Larry Sabato, en 2016, le district comptait de nombreux « électeurs riches et très instruits ». En 2018, les Blancs représentaient environ 61 % de la population et les immigrants (en grande partie hispaniques et asiatiques) représentaient plus de 20 %. Un peu plus de la moitié des adultes détenaient au moins un diplôme universitaire de quatre ans.
En 2018, le 10e district comptait 35 500 travailleurs fédéraux. À titre de comparaison, le 1er district en comptait 46 900, le 11e en avait 51 900 et le 8e en avait 81 100. En 2018, la partie est du district abritait l'Aéroport de Dulles et des entreprises de technologie, de télécommunications et d'aérospatiale, notamment Verizon Business Global LLC et Aeronautical Systems Inc.

## Géographie
Le district comprend tout le Comté de Rappahannock, le Comté de Fauquier et le Comté de Loudoun, des parties du Comté de Fairfax et du Comté de Prince William, ainsi que les villes indépendantes de Manassas et Manassas Park. Le district correspond étroitement aux modèles de vote de Virginie dans les courses à l'échelle de l'État.

## Historique de vote
| Année | Poste                 | Résultats                               |
| ----- | --------------------- | --------------------------------------- |
| 1992  | Président             | Bush 50,0 % – 33,0 %                    |
| 1996  | Président             | Dole 54,0 % – 38,0 %                    |
| 1996  | Sénateur              | Warner 60,0 % – 40,0 %                  |
| 1997  | Gouverneur            | Gilmore 62,0 % – 37,0 %                 |
| 1997  | Lieutenant-Gouverneur | Hager (en) 59,0 % – 37,0 %              |
| 1997  | Procureur Général     | Earley (en) 62,0 % – 38,0 %             |
| 2000  | Président             | Bush 56,0 % – 41,0 %                    |
| 2000  | Sénateur              | Allen 59,0 % – 41,0 %                   |
| 2001  | Gouverneur            | Earley (en) 54,0 % – 45,0 %             |
| 2001  | Lieutenant-Gouverneur | Katzen (en) 57,0 % – 41,0 %             |
| 2001  | Procureur Général     | Kilgore (en) 65,0 % – 35,0 %            |
| 2004  | Président             | Bush 55,0 % – 44,0 %                    |
| 2008  | Président             | Obama 51,0 % – 48,0 %                   |
| 2009  | Gouverneur            | McDonnell 61,0 % - 39,0 %               |
| 2009  | Lieutenant-Gouverneur | Bolling 58,0 % – 41,0 %                 |
| 2009  | Procureur Général     | Cuccinelli (en) 58,0 % - 41,0 %         |
| 2012  | Président             | Romney 50,0 % – 49,0 %                  |
| 2013  | Gouverneur            | Cuccinelli (en) 48,0 % – 47,0 % – 5,0 % |
| 2013  | Lieutenant-Gouverneur | Northam 52,0 % – 48,0 %                 |
| 2013  | Procureur Général     | Obenshain (en) 50,0 % – 50,0 %          |
| 2014  | Sénateur              | Gillespie 52,0 % – 46,0 %               |
| 2016  | Président             | Clinton 52,0 % – 42,0 %                 |
| 2017  | Gouverneur            | Northam 57,0 % – 43,0 %                 |
| 2017  | Lieutenant-Gouverneur | Fairfax 54,0 % – 46,0 %                 |
| 2018  | Sénateur              | Kaine 60,0 % – 38,0 %                   |
| 2020  | Président             | Biden 58,0 % – 39,0 %                   |
| 2021  | Gouverneur            | McAuliffe 52,0 % – 47,0 %               |

## Liste des Représentants du district
| Membre                                                     | Parti                 | Années                             | Congrès     | Histoire électorale |
| ---------------------------------------------------------- | --------------------- | ---------------------------------- | ----------- | --- |
| District établit le 4 mars 1789                            |                       |                                    |             | |
| Samuel Griffin (en)                                        | Pro Administration    | 4 mars 1789 - 3 mars 1791          | 1re , 2e    | Élu en 1789. Réélu en 1790. Redécoupage vers le 13e district. |
| Samuel Griffin (en)                                        | Anti-Administration   | 4 mars 1791 - 3 mars 1793          | 1re , 2e    | Élu en 1789. Réélu en 1790. Redécoupage vers le 13e district. |
| Carter B. Harrison (en)                                    | Anti-Administration   | 4 mars 1793 - 3 mars 1795          | 3e - 5e     | Élu en 1793. Réélu en 1795. Réélu en 1797. Retrait. |
| Carter B. Harrison (en)                                    | Républicain-Démocrate | 4 mars 1795 - 3 mars 1799          | 3e - 5e     | Élu en 1793. Réélu en 1795. Réélu en 1797. Retrait. |
| Edwin Gray (en)                                            | Républicain-Démocrate | 4 mars 1799 - 3 mars 1803          | 6e , 7e     | Élu en 1799. Réélu en 1801. Redécoupage vers le 19e district. |
| John Dawson (en)                                           | Républicain-Démocrate | 4 mars 1803 - 3 mars 1813          | 8e - 12e    | Redécoupage depuis le 15e district et réélu en 1803. Réélu en 1805. Réélu en 1807. Réélu en 1809. Réélu en 1811. Redécoupage vers le 11e |
| Aylett Hawes (en)                                          | Républicain-Démocrate | 4 mars 1813 - 3 mars 1817          | 13e , 14e   | Redécoupage depuis le 9e district et réélu en 1813. Réélu en 1815. Retrait. |
| George F. Strother (en)                                    | Républicain-Démocrate | 4 mars 1817 - 10 février 1820      | 15e , 16e   | Élu en 1817. Réélu en 1819. Démissionne. |
| Vacant                                                     | Vacant                | 11 février 1820 - 12 novembre 1820 | 16e         | |
| Thomas L. Moore (en)                                       | Républicain-Démocrate | 13 novembre 1820 - 3 mars 1823     | 16e , 17e   | Élu pour terminer le mandat de Strother en août 1820 et intronisé le 13 novembre 1820. Réélu en 1821. Retrait. |
| William C. Rives (en)                                      | Républicain-Démocrate | 4 mars 1823 - 3 mars 1825          | 18e - 21e   | Élu en 1823. Réélu en 1825. Réélu en 1827. Réélu en 1829. Démissionne pour devenir Ambassadeur des États-Unis en France. |
| William C. Rives (en)                                      | Jacksonien (en)       | 4 mars 1825 - 17 avril 1829        | 18e - 21e   | Élu en 1823. Réélu en 1825. Réélu en 1827. Réélu en 1829. Démissionne pour devenir Ambassadeur des États-Unis en France. |
| Vacant                                                     | Vacant                | 18 avril 1829 - 24 janvier 1830    | 21e         | |
| William F. Gordon (en)                                     | Jacksonien (en)       | 25 janvier 1830 - 3 mars 1833      | 21e , 22e   | Élu en 1829 pour terminer le mandat de Rives et intronisé le 25 janvier 1830. Réélu en 1831. Redécoupage vers le 12e district. |
| Joseph W. Chinn (en)                                       | Jacksonien (en)       | 4 mars 1833 - 3 mars 1835          | 23e         | Élu en 1833. Perd sa réélection. |
| John Taliaferro (en)                                       | Anti-Jacksonien       | 4 mars 1835 - 3 mars 1837          | 24e - 27e   | Élu en 1835. Réélu en 1837. Réélu en 1839. Réélu en 1841. Retrait. |
| John Taliaferro (en)                                       | Whig                  | 4 mars 1837 - 3 mars 1843          | 24e - 27e   | Élu en 1835. Réélu en 1837. Réélu en 1839. Réélu en 1841. Retrait. |
| William Lucas (en)                                         | Démocrate             | 4 mars 1843 - 3 mars 1845          | 28e         | Élu en 1843. Perd sa réélection. |
| Henry Bedinger III (en)                                    | Démocrate             | 4 mars 1845 - 3 mars 1849          | 29e , 30e   | Élu en 1845. Réélu en 1847. Perd sa réélection. |
| Richard Parker (en)                                        | Démocrate             | 4 mars 1849 - 3 mars 1851          | 31e         | Élu en 1849. Élu Juge de Circuit en Virginie. |
| Charles James Faulkner                                     | Whig                  | 4 mars 1851 - 3 mars 1853          | 32e         | Élu en 1851. Redécoupage vers le 8e district. |
| Zedekiah Kidwell (en)                                      | Démocrate             | 4 mars 1853 - 3 mars 1857          | 33e , 34e   | Élu en 1853. Réélu en 1855. Retrait. |
| Sherrard Clemens (en)                                      | Démocrate             | 4 mars 1857 - 3 mars 1861          | 35e , 36e   | Élu en 1857. Réélu en 1859. Retrait. |
| William G. Brown (en)                                      | Union (en)            | 4 mars 1861 - 3 mars 1863          | 37e         | Élu en 1861. Retrait. |
| District inactif                                           | District inactif      | 4 mars 1863 - 19 juin 1863         | 38e         | Guerre de Sécession |
| District transféré en Virginie-Occidentale le 20 juin 1863 |                       |                                    |             | |
| District rétablit le 4 mars 1885                           |                       |                                    |             | |
| John R. Tucker (en)                                        | Démocrate             | 4 mars 1885 - 3 mars 1887          | 49e         | Élu en 1884. Retrait. |
| Jacob Yost (en)                                            | Républicain           | 4 mars 1887 - 3 mars 1889          | 50e         | Élu en 1886. Perd sa réélection. |
| Henry S. Tucker III (en)                                   | Démocrate             | 4 mars 1889 - 3 mars 1897          | 51e - 54e   | Élu en 1888. Réélu en 1890. Réélu en 1892. Réélu en 1894. Retrait. |
| Jacob Yost (en)                                            | Républicain           | 4 mars 1897 - 3 mars 1899          | 55e         | Élu en 1896. |
| Julian M. Quarles (en)                                     | Démocrate             | 4 mars 1899 - 3 mars 1901          | 56e         | Élu en 1898. Retrait. |
| Henry D. Flood (en)                                        | Démocrate             | 4 mars 1901 - 8 décembre 1921      | 57e - 67e   | Élu en 1900. Réélu en 1902. Réélu en 1904. Réélu en 1906. Réélu en 1908. Réélu en 1910. Réélu en 1912. Réélu en 1914. Réélu en 1916. Réélu en 1918. Réélu en 1920. Décès.                                                                                             |
| Vacant                                                     | Vacant                | 9 décembre 1921 - 20 mars 1922     | 67e         | |
| Henry S. Tucker III (en)                                   | Démocrate             | 21 mars 1922 - 23 juillet 1932     | 67e - 72e   | Élu pour terminer le mandat de Flood. Réélu en 1922. Réélu en 1924. Réélu en 1926. Réélu en 1928. Réélu en 1930. Décès. |
| Vacant                                                     | Vacant                | 24 juillet 1932 - 7 novembre 1932  | 72e         | |
| Joel W. Flood (en)                                         | Démocrate             | 8 novembre 1932 - 3 mars 1933      | 72e         | Élu pour terminer le mandat de Tucker. Retrait. |
| District supprimé le 4 mars 1933                           |                       |                                    |             | |
| District rétablit le 3 janvier 1953                        |                       |                                    |             | |
| Joel T. Broyhill (en)                                      | Républicain           | 3 janvier 1953 - 31 décembre 1974  | 83e - 93e   | Élu en 1952. Réélu en 1954. Réélu en 1956. Réélu en 1958. Réélu en 1960. Réélu en 1962. Réélu en 1964. Réélu en 1966. Réélu en 1968. Réélu en 1970. Réélu en 1972. Perd sa réélection.                                                                                |
| Vacant                                                     | Vacant                | 31 décembre 1974 - 3 janvier 1975  | 93e         | |
| Joseph L. Fisher (en)                                      | Démocrate             | 3 janvier 1975 - 3 janvier 1981    | 94e - 96e   | Élu en 1974. Réélu en 1976. Réélu en 1978. Perd sa réélection. |
| Frank R. Wolf                                              | Républicain           | 3 janvier 1981 - 3 janvier 2015    | 97e - 113e  | Élu en 1980. Réélu en 1982. Réélu en 1984. Réélu en 1986. Réélu en 1988. Réélu en 1990. Réélu en 1992. Réélu en 1994. Réélu en 1996. Réélu en 1998. Réélu en 2000. Réélu en 2002. Réélu en 2004. Réélu en 2006. Réélu en 2008. Réélu en 2010. Réélu en 2012. Retrait. |
| Barbara Comstock                                           | Républicain           | 3 janvier 2015 - 3 janvier 2019    | 114e , 115e | Élue en 2014. Réélue en 2016. Perd sa réélection. |
| Jennifer Wexton                                            | Démocrate             | 3 janvier 2019 - Présent           | 116e - 118e | Élue en 2018. Réélue en 2020. Réélue en 2022. Retrait à la fin de son mandat. |

## Résultats des récentes élections
Voici les résultats des dix précédents cycles électoraux dans le district.

### 2004
| Élection de 2004 du 10e district congressionnel de Virginie | Élection de 2004 du 10e district congressionnel de Virginie | Élection de 2004 du 10e district congressionnel de Virginie | Élection de 2004 du 10e district congressionnel de Virginie | Élection de 2004 du 10e district congressionnel de Virginie |
| ----------------------------------------------------------- | ----------------------------------------------------------- | ----------------------------------------------------------- | ----------------------------------------------------------- | ----------------------------------------------------------- |
| Parti                                                       | Parti                                                       | Candidat                                                    | Votes                                                       | %                                                           |
|                                                             | Républicain                                                 | Frank Wolf (sortant)                                        | 205 982                                                     | 63,77                                                       |
|                                                             | Démocrate                                                   | James R. Socas                                              | 116 654                                                     | 36,11                                                       |
|                                                             | Write-In                                                    | Write-In                                                    | 375                                                         | 0,12                                                        |
| Total des votes                                             | Total des votes                                             | Total des votes                                             | 323 011                                                     | 100 %                                                       |
|                                                             | Les Républicains conservent                                 |                                                             |                                                             |                                                             |

### 2006
| Élection de 2006 du 10e district congressionnel de Virginie | Élection de 2006 du 10e district congressionnel de Virginie | Élection de 2006 du 10e district congressionnel de Virginie | Élection de 2006 du 10e district congressionnel de Virginie | Élection de 2006 du 10e district congressionnel de Virginie |
| ----------------------------------------------------------- | ----------------------------------------------------------- | ----------------------------------------------------------- | ----------------------------------------------------------- | ----------------------------------------------------------- |
| Parti                                                       | Parti                                                       | Candidat                                                    | Votes                                                       | %                                                           |
|                                                             | Républicain                                                 | Frank Wolf (sortant)                                        | 138 213                                                     | 57,32                                                       |
|                                                             | Démocrate                                                   | Judy Ferer                                                  | 98 769                                                      | 40,96                                                       |
|                                                             | Libertarien                                                 | Wilbur N. Wood III                                          | 2 107                                                       | 0,87                                                        |
|                                                             | Indépendant                                                 | Neeraj C. Nigam                                             | 1 851                                                       | 0,77                                                        |
|                                                             | Write-In                                                    | Write-In                                                    | 194                                                         | 0,08                                                        |
| Total des votes                                             | Total des votes                                             | Total des votes                                             | 241 134                                                     | 100 %                                                       |
|                                                             | Les Républicains conservent                                 |                                                             |                                                             |                                                             |

### 2008
| Élection de 2008 du 10e district congressionnel de Virginie | Élection de 2008 du 10e district congressionnel de Virginie | Élection de 2008 du 10e district congressionnel de Virginie | Élection de 2008 du 10e district congressionnel de Virginie | Élection de 2008 du 10e district congressionnel de Virginie |
| ----------------------------------------------------------- | ----------------------------------------------------------- | ----------------------------------------------------------- | ----------------------------------------------------------- | ----------------------------------------------------------- |
| Parti                                                       | Parti                                                       | Candidat                                                    | Votes                                                       | %                                                           |
|                                                             | Républicain                                                 | Frank Wolf (sortant)                                        | 223 140                                                     | 58,80                                                       |
|                                                             | Démocrate                                                   | Judy Ferer                                                  | 147 357                                                     | 38,83                                                       |
|                                                             | Indépendant                                                 | Neeraj C. Nigam                                             | 8 457                                                       | 2,23                                                        |
|                                                             | Write-In                                                    | Write-In                                                    | 526                                                         | 0,14                                                        |
| Total des votes                                             | Total des votes                                             | Total des votes                                             | 379 480                                                     | 100 %                                                       |
|                                                             | Les Républicains conservent                                 |                                                             |                                                             |                                                             |

### 2010
| Élection de 2010 du 10e district congressionnel de Virginie | Élection de 2010 du 10e district congressionnel de Virginie | Élection de 2010 du 10e district congressionnel de Virginie | Élection de 2010 du 10e district congressionnel de Virginie | Élection de 2010 du 10e district congressionnel de Virginie |
| ----------------------------------------------------------- | ----------------------------------------------------------- | ----------------------------------------------------------- | ----------------------------------------------------------- | ----------------------------------------------------------- |
| Parti                                                       | Parti                                                       | Candidat                                                    | Votes                                                       | %                                                           |
|                                                             | Républicain                                                 | Frank Wolf (sortant)                                        | 131 116                                                     | 62,87                                                       |
|                                                             | Démocrate                                                   | Jeff Barnett                                                | 72 604                                                      | 34,81                                                       |
|                                                             | Libertarien                                                 | Bill Redpath                                                | 4 607                                                       | 2,21                                                        |
|                                                             | Write-In                                                    | Write-In                                                    | 229                                                         | 0,11                                                        |
| Total des votes                                             | Total des votes                                             | Total des votes                                             | 208 556                                                     | 100 %                                                       |
|                                                             | Les Républicains conservent                                 |                                                             |                                                             |                                                             |

### 2012
| Élection de 2012 du 10e district congressionnel de Virginie | Élection de 2012 du 10e district congressionnel de Virginie | Élection de 2012 du 10e district congressionnel de Virginie | Élection de 2012 du 10e district congressionnel de Virginie | Élection de 2012 du 10e district congressionnel de Virginie |
| ----------------------------------------------------------- | ----------------------------------------------------------- | ----------------------------------------------------------- | ----------------------------------------------------------- | ----------------------------------------------------------- |
| Parti                                                       | Parti                                                       | Candidat                                                    | Votes                                                       | %                                                           |
|                                                             | Républicain                                                 | Frank Wolf (sortant)                                        | 214 038                                                     | 58,41                                                       |
|                                                             | Démocrate                                                   | Kristin Cabral                                              | 142 024                                                     | 38,76                                                       |
|                                                             | Indépendant                                                 | Kevin Chisholm                                              | 9 855                                                       | 2,69                                                        |
|                                                             | Write-In                                                    | Write-In                                                    | 527                                                         | 0,17                                                        |
| Total des votes                                             | Total des votes                                             | Total des votes                                             | 366 444                                                     | 100 %                                                       |
|                                                             | Les Républicains conservent                                 |                                                             |                                                             |                                                             |

### 2014
| Élection de 2014 du 10e district congressionnel de Virginie | Élection de 2014 du 10e district congressionnel de Virginie | Élection de 2014 du 10e district congressionnel de Virginie | Élection de 2014 du 10e district congressionnel de Virginie | Élection de 2014 du 10e district congressionnel de Virginie |
| ----------------------------------------------------------- | ----------------------------------------------------------- | ----------------------------------------------------------- | ----------------------------------------------------------- | ----------------------------------------------------------- |
| Parti                                                       | Parti                                                       | Candidat                                                    | Votes                                                       | %                                                           |
|                                                             | Républicain                                                 | Barbara Comstock                                            | 125 914                                                     | 56,49                                                       |
|                                                             | Démocrate                                                   | John Foust                                                  | 89 957                                                      | 40,36                                                       |
|                                                             | Libertarien                                                 | Bill Redpath                                                | 3 393                                                       | 1,52                                                        |
|                                                             | Indépendant                                                 | Brad Eickholt                                               | 2 442                                                       | 1,10                                                        |
|                                                             | Independent Greens (en)                                     | Dianne Blais                                                | 946                                                         | 0,42                                                        |
|                                                             | Write-In                                                    | Write-In                                                    | 258                                                         | 0,12                                                        |
| Total des votes                                             | Total des votes                                             | Total des votes                                             | 222 910                                                     | 100 %                                                       |
|                                                             | Les Républicains conservent                                 |                                                             |                                                             |                                                             |

### 2016
| Élection de 2016 du 10e district congressionnel de Virginie | Élection de 2016 du 10e district congressionnel de Virginie | Élection de 2016 du 10e district congressionnel de Virginie | Élection de 2016 du 10e district congressionnel de Virginie | Élection de 2016 du 10e district congressionnel de Virginie |
| ----------------------------------------------------------- | ----------------------------------------------------------- | ----------------------------------------------------------- | ----------------------------------------------------------- | ----------------------------------------------------------- |
| Parti                                                       | Parti                                                       | Candidat                                                    | Votes                                                       | %                                                           |
|                                                             | Républicain                                                 | Barbara Comstock (sortante)                                 | 210 791                                                     | 52,69                                                       |
|                                                             | Démocrate                                                   | LuAnn Bennett                                               | 187 712                                                     | 46,92                                                       |
|                                                             | Write-In                                                    | Write-In                                                    | 1 580                                                       | 0,39                                                        |
| Total des votes                                             | Total des votes                                             | Total des votes                                             | 400 083                                                     | 100 %                                                       |
|                                                             | Les Républicains conservent                                 |                                                             |                                                             |                                                             |

### 2018
| Élection de 2018 du 10e district congressionnel de Virginie | Élection de 2018 du 10e district congressionnel de Virginie | Élection de 2018 du 10e district congressionnel de Virginie | Élection de 2018 du 10e district congressionnel de Virginie | Élection de 2018 du 10e district congressionnel de Virginie |
| ----------------------------------------------------------- | ----------------------------------------------------------- | ----------------------------------------------------------- | ----------------------------------------------------------- | ----------------------------------------------------------- |
| Parti                                                       | Parti                                                       | Candidat                                                    | Votes                                                       | %                                                           |
|                                                             | Démocrate                                                   | Jennifer Wexton                                             | 206 356                                                     | 56,1                                                        |
|                                                             | Républicain                                                 | Barbara Comstock (sortante)                                 | 160 841                                                     | 43,7                                                        |
|                                                             | Indépendant                                                 | James Hill                                                  | 2 201                                                       | 1,06                                                        |
|                                                             | Libertarien                                                 | Albert W. Schoeman                                          | 1 226                                                       | 0,59                                                        |
|                                                             | Write-In                                                    | Write-In                                                    | 598                                                         | 0,2                                                         |
| Total des votes                                             | Total des votes                                             | Total des votes                                             | 367 795                                                     | 100 %                                                       |
|                                                             | Les Démocrates prennent aux Républicains                    |                                                             |                                                             |                                                             |

### 2020
| Élection de 2020 du 10e district congressionnel de Virginie | Élection de 2020 du 10e district congressionnel de Virginie | Élection de 2020 du 10e district congressionnel de Virginie | Élection de 2020 du 10e district congressionnel de Virginie | Élection de 2020 du 10e district congressionnel de Virginie |
| ----------------------------------------------------------- | ----------------------------------------------------------- | ----------------------------------------------------------- | ----------------------------------------------------------- | ----------------------------------------------------------- |
| Parti                                                       | Parti                                                       | Candidat                                                    | Votes                                                       | %                                                           |
|                                                             | Démocrate                                                   | Jennifer Wexton (sortante)                                  | 268 734                                                     | 56,5                                                        |
|                                                             | Républicain                                                 | Aliscia Andrews                                             | 206 253                                                     | 43,4                                                        |
|                                                             | Write-In                                                    | Write-In                                                    | 559                                                         | 0,1                                                         |
| Total des votes                                             | Total des votes                                             | Total des votes                                             | 475 546                                                     | 100 %                                                       |
|                                                             | Les Démocrates conservent                                   |                                                             |                                                             |                                                             |

### 2022
La Primaire Démocrate a été annulée. Jennifer Wexton (D-Sortante) et Hung Cao (R) avancent vers l'Élection Générale.
| Élection de 2022 du 10e district congressionnel de Virginie | Élection de 2022 du 10e district congressionnel de Virginie | Élection de 2022 du 10e district congressionnel de Virginie | Élection de 2022 du 10e district congressionnel de Virginie | Élection de 2022 du 10e district congressionnel de Virginie |
| ----------------------------------------------------------- | ----------------------------------------------------------- | ----------------------------------------------------------- | ----------------------------------------------------------- | ----------------------------------------------------------- |
| Parti                                                       | Parti                                                       | Candidat                                                    | Votes                                                       | %                                                           |
|                                                             | Démocrate                                                   | Jennifer Wexton (sortante)                                  | 157 405                                                     | 53,2                                                        |
|                                                             | Républicain                                                 | Hung Cao                                                    | 138 163                                                     | 46,7                                                        |
|                                                             | Write-In                                                    | Write-In                                                    | 572                                                         | 0,2                                                         |
| Total des votes                                             | Total des votes                                             | Total des votes                                             | 296 140                                                     | 100 %                                                       |
|                                                             | Les Démocrates prennent aux Républicains                    |                                                             |                                                             |                                                             |

### 2024
| Primaire Démocrate de 2024 du 10e district congressionnel de Virginie | Primaire Démocrate de 2024 du 10e district congressionnel de Virginie | Primaire Démocrate de 2024 du 10e district congressionnel de Virginie | Primaire Démocrate de 2024 du 10e district congressionnel de Virginie | Primaire Démocrate de 2024 du 10e district congressionnel de Virginie |
| --------------------------------------------------------------------- | --------------------------------------------------------------------- | --------------------------------------------------------------------- | --------------------------------------------------------------------- | --------------------------------------------------------------------- |
| Parti                                                                 | Parti                                                                 | Candidat                                                              | Votes                                                                 | %                                                                     |
|                                                                       | Démocrate                                                             | Suhas Subramanyam                                                     | 13 504                                                                | 30,4                                                                  |
|                                                                       | Démocrate                                                             | Dan Helmer                                                            | 11 784                                                                | 26,6                                                                  |
|                                                                       | Démocrate                                                             | Atif Qarni                                                            | 4768                                                                  | 10,7                                                                  |
|                                                                       | Démocrate                                                             | Eileen Filler-Corn                                                    | 4131                                                                  | 9,3                                                                   |
|                                                                       | Démocrate                                                             | Jennifer Boysko                                                       | 4016                                                                  | 9,0                                                                   |
|                                                                       | Démocrate                                                             | David Reid                                                            | 1419                                                                  | 3,2                                                                   |
|                                                                       | Démocrate                                                             | Michelle Maldonado                                                    | 1412                                                                  | 3,2                                                                   |
|                                                                       | Démocrate                                                             | Adrian Pokharel                                                       | 1028                                                                  | 2,3                                                                   |
|                                                                       | Démocrate                                                             | Krystle Kaul                                                          | 982                                                                   | 2,2                                                                   |
|                                                                       | Démocrate                                                             | Travis Nembhard                                                       | 722                                                                   | 1,6                                                                   |
|                                                                       | Démocrate                                                             | Marion Devoe                                                          | 386                                                                   | 0,9                                                                   |
|                                                                       | Démocrate                                                             | Mark Leighton                                                         | 224                                                                   | 0,5                                                                   |

| Primaire Républicaine de 2024 du 10e district congressionnel de Virginie | Primaire Républicaine de 2024 du 10e district congressionnel de Virginie | Primaire Républicaine de 2024 du 10e district congressionnel de Virginie | Primaire Républicaine de 2024 du 10e district congressionnel de Virginie | Primaire Républicaine de 2024 du 10e district congressionnel de Virginie |
| ------------------------------------------------------------------------ | ------------------------------------------------------------------------ | ------------------------------------------------------------------------ | ------------------------------------------------------------------------ | ------------------------------------------------------------------------ |
| Parti                                                                    | Parti                                                                    | Candidat                                                                 | Votes                                                                    | %                                                                        |
|                                                                          | Républicain                                                              | Mike Clancy                                                              | 17 434                                                                   | 64,2                                                                     |
|                                                                          | Républicain                                                              | Aliscia Andrews                                                          | 5832                                                                     | 21,5                                                                     |
|                                                                          | Républicain                                                              | Alexander Isaac                                                          | 2544                                                                     | 9,4                                                                      |
|                                                                          | Républicain                                                              | Manga Anantatmula                                                        | 1327                                                                     | 4,9                                                                      |

| Élection de 2024 du 10e district congressionnel de Virginie | Élection de 2024 du 10e district congressionnel de Virginie | Élection de 2024 du 10e district congressionnel de Virginie | Élection de 2024 du 10e district congressionnel de Virginie | Élection de 2024 du 10e district congressionnel de Virginie |
| ----------------------------------------------------------- | ----------------------------------------------------------- | ----------------------------------------------------------- | ----------------------------------------------------------- | ----------------------------------------------------------- |
| Parti                                                       | Parti                                                       | Candidat                                                    | Votes                                                       | %                                                           |
|                                                             | Démocrate                                                   | Suhas Subramanyam                                           | TBD                                                         | TBD                                                         |
|                                                             | Républicain                                                 | Mike Clancy                                                 | TBD                                                         | TBD                                                         |
|                                                             | Write-In                                                    |                                                             |                                                             |                                                             |
| Total des votes                                             | Total des votes                                             | Total des votes                                             | TBD                                                         | 100 %                                                       |
|                                                             |                                                             |                                                             |                                                             |                                                             |

## Frontières historiques du district
Le 10e district de Virginie a débuté en 1788 et couvrait les comtés de New Kent, Elizabeth City, Warwick, York, Charles City, Chesterfield, Henrico, Hanover et James City.

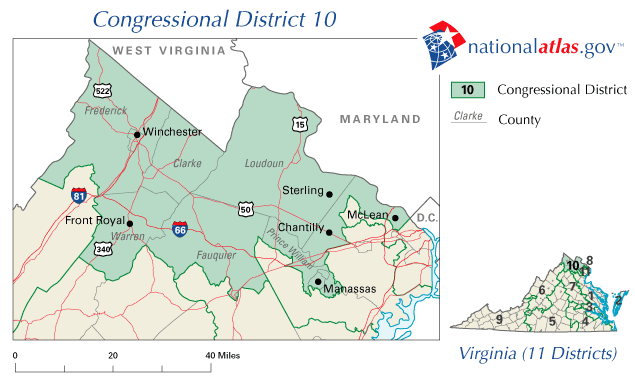
2003 - 2013

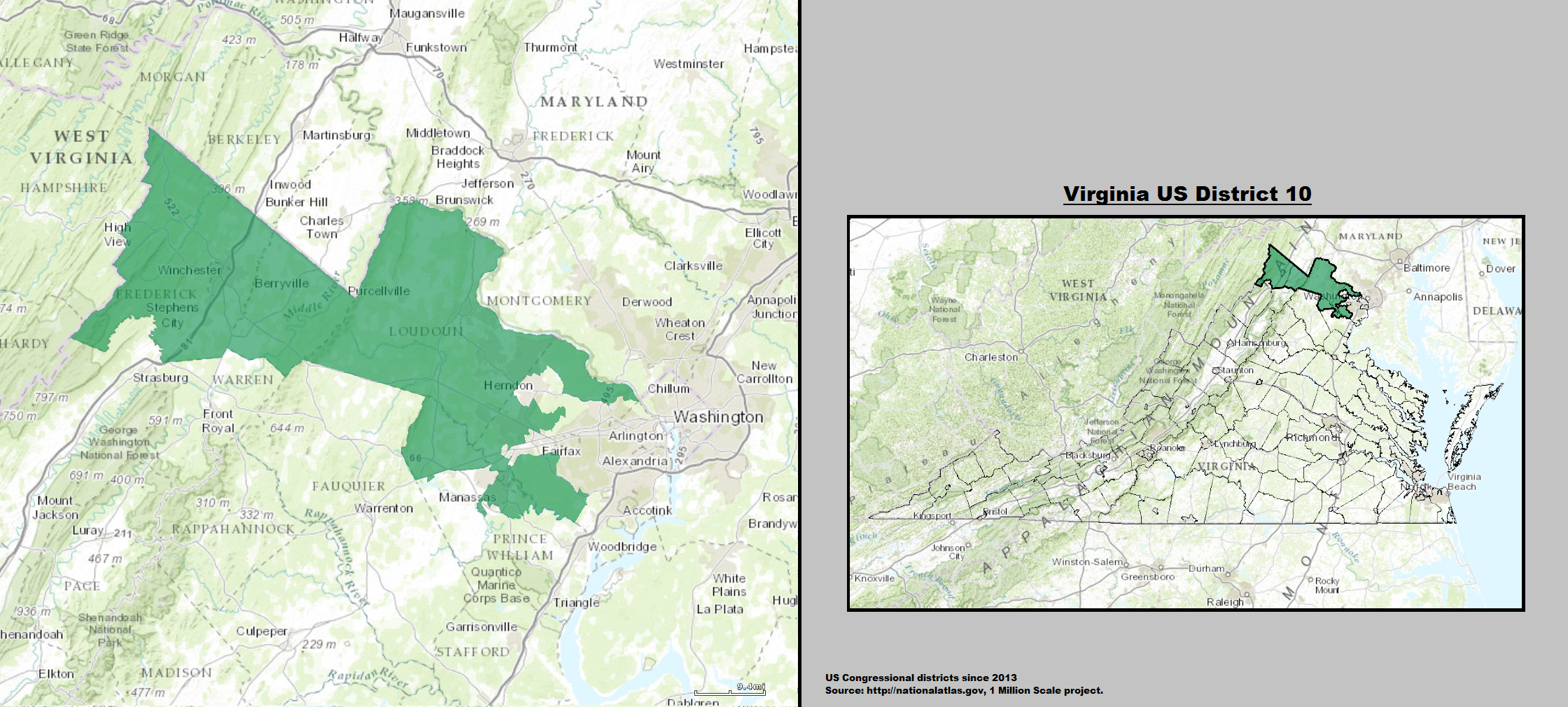
2013 - 2023